# Daniel Atienza Urendez
Daniel Atienza Urendez (Moudon, Suïssa, 22 de setembre de 1974) és un ciclista espanyol que fou professional entre 1997 i el 2005. Destacà com a gregari, la seva millor temporada fou precisament la de la seva retirada on aconseguí entre altres resultats un 9è lloc final al Tour de Romandia i un 14è al Giro d'Itàlia.

## Palmarès
- 1995
  - Volta a Palència
- 1996
  - Vencedor d'una etapa del Circuito Montañés

### Resultats al Tour de França
- 2000. 29è de la classificació general
- 2001. 30è de la classificació general
- 2002. Abandona

### Resultats al Giro d'Itàlia
- 2005. 14è de la classificació general

### Resultats a la Volta a Espanya
- 1998. Abandona
- 1999. Abandona
- 2001. 48è de la classificació general
- 2002. 28è de la classificació general
- 2003. 32è de la classificació general
- 2004. 25è de la classificació general
- 2005. 17è de la classificació general.